# باربی و درب مخفی
باربی و درب مخفی (به انگلیسی: Barbie and the Secret Door) فیلم پویانمایی موزیکال فانتزی محصول سال ۲۰۱۴ می‌باشد که در ۱۶ سپتامبر سال ۲۰۱۴ بر روی دی‌وی‌دی و در ۲۳ نوامبر سال ۲۰۱۴ برای اولین‌بار در تلویزیون بر روی نیکلودئون به‌نمایش در آمد.

## جستارهای بسته
- فهرست فیلم‌های باربی